# Milladore
Milladore est un village du comté de Wood, dans l'État du Wisconsin, aux États-Unis. En 2020, il comptait une population de 268 habitants.